# Жаб'яча черепаха носата
Жаб'яча черепаха носата (Mesoclemmys nasuta) — вид черепах з роду Жаб'яча черепаха родини Змієшиї черепахи. Інша назва «гвіанська жаб'яча черепаха».

## Опис
Загальна довжина карапаксу до 32,3 см. Голова велика, широка з 2-ма вусиками на підборідді. Очі великі. Ніс доволі довгий у порівняні з іншими представниками цього роду. Шия коротка з невеликими горбиками. Карапакс має овальну форму. У молодих особин помітний невеликий кіль на карапаксі. Задня частина пластрону широка у районі стегнових щитків і не сильно звужується до заднього краю.
Верхня частина голови коричнева або сіра з помаранчевими цятками, нижня — жовта. Забарвлення шиї та кінцівок майже того ж кольору. Карапакс коричневий або оливково-сірий. Колір пластрона жовтуватий з або без темного пігменту.

## Спосіб життя
Полюбляє повільні поточні річки та струмки, а також болота й озера. Харчується рибою, ракоподібними, молюсками, земноводними.
Самиця відкладає до 14 яєць. Розмір панцира новонароджених черепашенят завдовжки 59—60 мм.

## Розповсюдження
Мешкає у басейн річок Оріноко та Амазонки: на сході Колумбії і Перу, півдні Венесуели, півночі Болівії, по берегах річок, що впадають в Карибське море у Гаяні, Суринамі, Гвіані.